# Centro-Sur (región de Belo Horizonte)

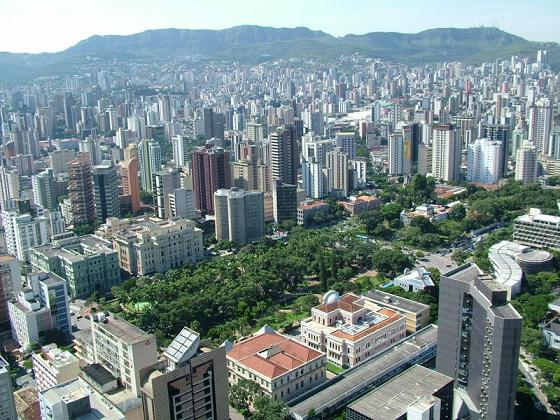
Vista de la región sur de Belo Horizonte.

Centro-Sur es el nombre de la región administrativa (regional) de Belo Horizonte que engloba tanto el Centro de Belo Horizonte en cuanto a parte sur de la capital.
En ella están localizados barrios tradicionales como la Savassi, Lourdes y Operarios, y también plazas importantes como la Plaza de la Libertad, antigua sede del gobierno de Minas y actualmente la referencia del Circuito Cultural Plaza de la Libertad, la Plaza de la Asamblea, donde se localiza la Asamblea Legislativa del Estado de Minas Generales, la Plaza de la Estación y la Plaza de la Savassi. Es la región más rica y densamente poblada de la Grande BH. Su IDH (Índice de Desarrollo Humano) es bastante elevado (0,914), superando varios países europeos. Pero, ese índice expone una realidad de extrema desigualdad social en la ciudad. La principal disparidade puede ser verificada entre dos barrios de la región Sur, Carmo y Sion, que tuvieron el mejor IDH (0,973) de la Grande BH, un resultado mayor que lo de Noruega (0,942), el país con el mejor IDH del mundo, y Vila Nuestra Señora del Rosário y lo Muero del Papagaio (0,685), comparables al índice de Bolivia, el país menos desarrollado de Sudamérica.

## Historia
La historia de la región Centro-Sur se confunde con la creación de la capital, que se dio a través de un decreto de 1891 firmado por Augusto de Lima. Con ese decreto, fue desapropriado el vilarejo conocido por Corral del Rey para la construcción de la nueva capital de Minas Gerais, la Ciudad de Minas, inaugurada en 1897 y que posteriormente vendría a llamarse Belo Horizonte.
La planta básica de la nueva capital, proyectada por el entonces jefe de la comisión de construcción de la nueva capital Aarão Reyes, hube quedado lista en 1895, año en que fueron subastados los primeros lotes para actividades comerciales. Aarão Reyes hizo una planta en que las calles se cruzan en diagonal, innovando al huir del patrón de calles en xadrez de otras ciudades como Washington D. C. y París. Ambicioso y grandioso, el proyecto planeaba avenidas y calles más anchas del que las convencionales para la época, ya previendo la gran expansión poblacional de la ciudad. Pero, ni aun Aarão Reyes pudo prever que la ciudad, que  ya pasaba de los 42 mil habitantes en 1914, alcanzara una población de casi 2,5 millones de habitantes en 2007.
La región Centro-Sur siempre concentró el comercio y los servicios de la ciudad. A partir de la década de 1980, sufrió cambios profundos; la región de la Savassi pasó de área residencial para una valorada área comercial; hubo un acentuado decrecimiento poblacional del área inclusa en el área de la avenida del Contorno y una expansión poblacional de las áreas periféricas; y hubo la verticalización de las construcciones debido a la gran especulación inmobiliaria. En ese proceso, la región se consolidó como referencia comercial, financiera y política de la Región Metropolitana de Belo Horizonte y se consagró como región noble, a pesar de la presencia de grandes aglomerados poblacionales de baja renta.

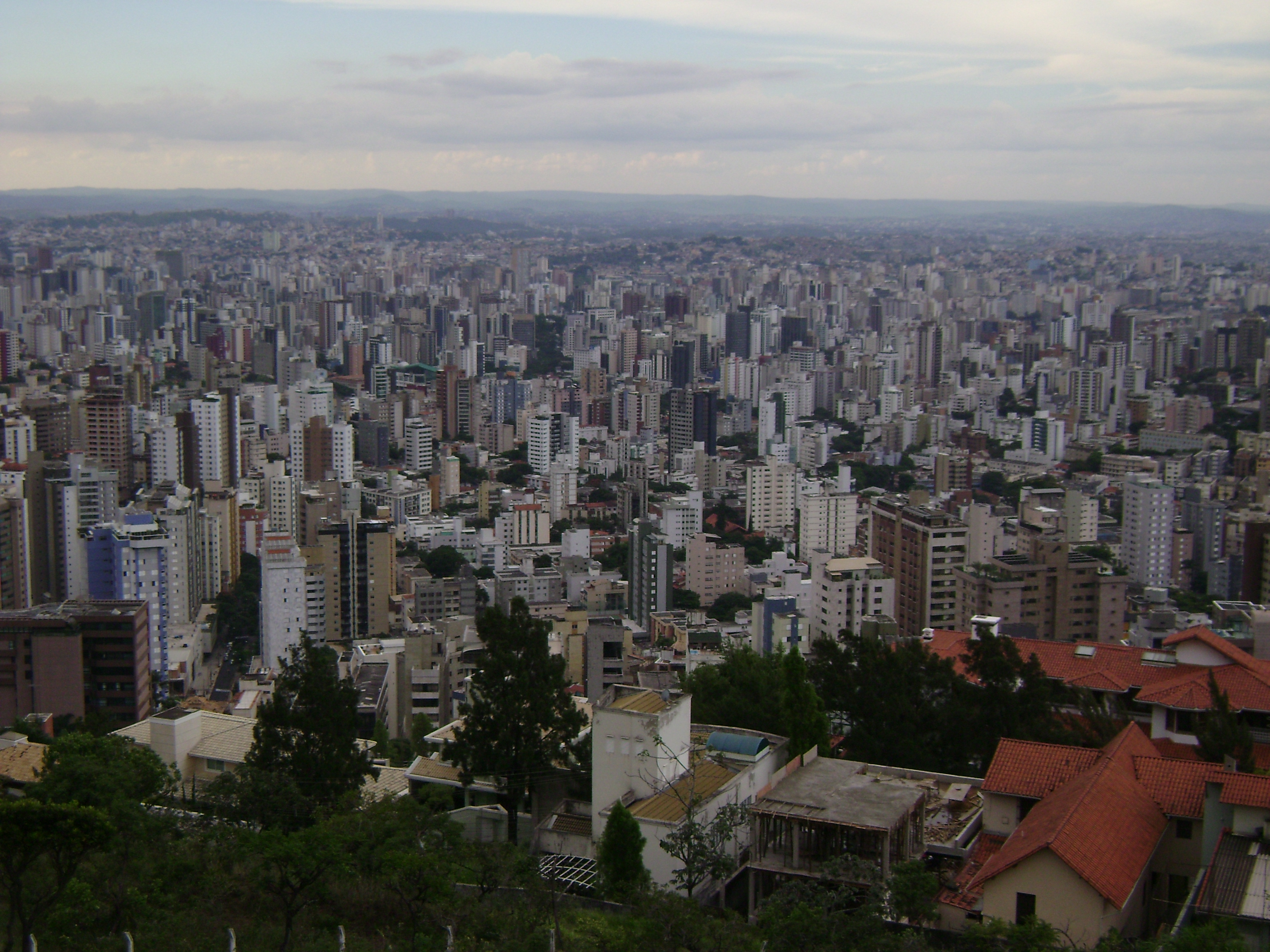
Vista de la región a través de un mirante en el barrio Mangabeiras.

## Parques
- Parque Municipal Américo Renné Giannetti
- Parque Municipal de las Mangabeiras
- Parque Julien Rien
- Parque Mata de las Mariposas
- Parque Municipal Juscelino Kubitschek (Parque del Acaba Mundo)

## Lista de barrios
La región Centro-Sur de Belo Horizonte posee un total de 41 barrios: